# Andy Milne

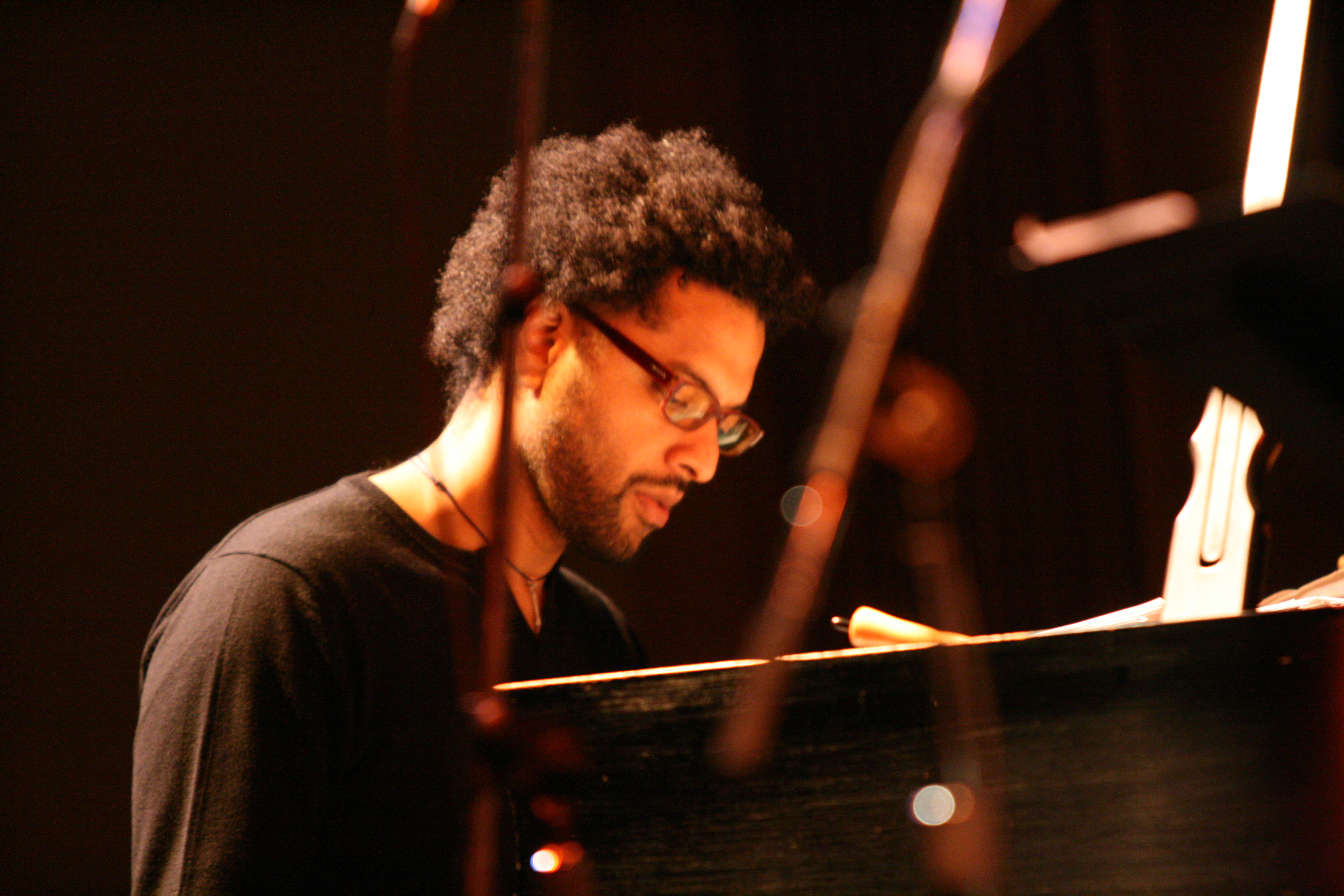
Andy Milne

Andy Milne (* 29. Januar 1967 in Hamilton (Ontario)) ist ein kanadischer Pianist und Keyboarder des Modern Jazz.

## Leben und Wirken
Milne hatte seit seinem siebten Lebensjahr Klavierunterricht. Er studierte von 1986 bis 1990 bei Oscar Peterson, Pat LaBarbera und Don Thompson an der York University, danach in Banff am Centre for Fine Arts bei Steve Coleman. In Toronto und Montreal spielte er in den Bands seiner Lehrer mit, bevor er 1991 nach New York City zog. Dort arbeitete er bei Steve Coleman, Cassandra Wilson, Greg Osby, Robin Eubanks, Ravi Coltrane und anderen Musikern des M-Base-Kreises, aber auch mit Geri Allen, Joe Lovano, Archie Shepp, Roy Hargrove und David Murray. Daneben trat er mit eigenen Gruppen auf und legte 1995 sein Debütalbum vor; 1998 gründete er die Band „Dapp Theory“. 2001/02 begleitete er die Sängerin Carla Cook auf ihrer internationalen Tournee. Nach einer überstandenen Erkrankung an Prostatakrebs legte er 2020 das Trioalbum The reMission (Sunnyside) vor.
Milne unterrichtet am Stanford Jazz Workshop, aber auch an anderen amerikanischen Universitäten.

## Preise und Auszeichnungen
In den Kritiker- und Leserpolls von „Jazz Report“ wurde Milne zum „Keyboarder des Jahres 2000“ gewählt. Beim Poll des Down Beat wurde er 2004 als Rising Star geführt.  Er ist auch als Komponist anerkannt und erhielt Arbeitsstipendien und Kompositionsaufträge von Chamber Music America.

## Diskografische Hinweise
- The ’E’ Is Silent (1995)
- Forward to Get Back (1997)
- Dapp Theory: New Age of Aquarius (Contrology Records, 1999)
- Dapp Theory: Y'All Just Don't Know (Concord Records, 2003)
- Where is Pannonica? (SongLines, 2009) mit Benoît Delbecq
- Dapp Theory:  Forward in All Directions (2014), mit Aaron Kruziki,  John Moon, Chris Tordini, Ben Monder
- Ingrid Laubrock & Andy Milne: Fragile (2022)
- Time Will Tell (2024), mit John Hébert, Clarence Penn, Ingrid Laubrock, Yoko Kimura

## Lexigraphische Einträge
- Martin Kunzler: Jazz-Lexikon. Band 2: M–Z (= rororo-Sachbuch. Bd. 16513). 2. Auflage. Rowohlt, Reinbek bei Hamburg 2004, ISBN 3-499-16513-9.